# (7380) 1981 RF
1981 أر أف (ويعرف أيضًا باسم (7380) 1981 أر أف وفق تسمية الكوكب الصغير) (بالإنجليزية: 1981 RF)‏ هو كويكب ضمن حزام الكويكبات؛ وترتيبه 7380 من حيث الاكتشاف.
اكتُشف هذا الجُرم الفلكي بواسطة نورمان جي. توماس في 3 سبتمبر 1981.

## وصلات خارجية
- (7380) 1981 RF في قاعدة بيانات مختبر الدفع النفاث لأجرام النظام الشمسي الصغيرة

- الاكتشاف · مخطط المدار ·  العناصر المدارية · المعلمات المادية

- (7380) 1981 RF على موقع ويكي سكاي: DSS2, SDSS, GALEX, IRAS, Hydrogen α, X-Ray, Astrophoto, Sky Map, Articles and images